# آگنیشکا هولاند
آگنیشکا هولاند (لهستانی: Agnieszka Holland؛ زادهٔ ۲۸ نوامبر ۱۹۴۸) کارگردان و فیلم‌نامه‌نویس اهل لهستان است.

## گزیدهٔ آثار

### کارگردان

#### سینما
- بازیگران شهرستانی (۱۹۷۹)
- تب (۱۹۸۱)
- زنی تنها (۱۹۸۱)
- پیامد تلخ (۱۹۸۵)
- کشتن یک کشیش (۱۹۸۸)
- اروپا اروپا (۱۹۹۰)
- اُلیویه، اُلیویه (۱۹۹۳)
- باغ مخفی (۱۹۹۳)
- کسوف کامل (۱۹۹۵)
- میدان واشینگتن (۱۹۹۷)
- سومین معجزه (۲۰۰۰)
- یولیا به خانه برمی‌گردد (۲۰۰۲)
- رونویسی برای بتهوون (۲۰۰۶)
- یانوشیک: روایتی واقعی (۲۰۰۹)
- در تاریکی (۲۰۱۱)
- ردپا (۲۰۱۷)
- آقای جونز (۲۰۱۹)
- شارلاتان (۲۰۲۰)

#### تلویزیون
- ۱۹۸۳ (۱۹۸۳)
- دختری چون من: داستان گوئن آرائوخو (۲۰۰۶)
- تیم (۲۰۰۷)
- شنود (۲۰۰۴–۲۰۰۸؛ کارگردانی ۳ قسمت)
- پرونده سرد (۲۰۰۴–۲۰۰۹؛ کارگردانی ۴ قسمت)
- بدون پنهان‌کاری (۲۰۱۱)
- کشتن (۲۰۱۱–۲۰۱۲؛ کارگردانی ۳ قسمت)
- بوته سوزان (۲۰۱۳)
- بچه رزماری (۲۰۱۴)
- خانه پوشالی (۲۰۱۵–۲۰۱۷؛ کارگردانی ۴ قسمت)

### بازیگر
- روشنگری (۱۹۷۳)
- زخم (۱۹۷۶)
- بازجویی (۱۹۸۲)
- مبتدیان تمام‌عیار (۲۰۲۳)

### فیلم‌نامه‌نویس
- عشقی در آلمان (۱۹۸۳)
- آنا (۱۹۸۷)
- جن‌زدگان (۱۹۸۸)
- کورچاک (۱۹۹۰)